# Język angaataha
Język angaataha (a. angaatiha, angaatiya, angataha), także langimar – język transnowogwinejski używany w prowincji Morobe w Papui-Nowej Gwinei, przez grupę ludności w dystrykcie Menyamya. Według danych z 2015 roku mówi nim 2500 osób.
Jest izolatem w ramach języków angańskich. Katalog Ethnologue podaje, że posługuje się nim cała społeczność.
Sporządzono szkicowy opis jego gramatyki (2013). W piśmie stosuje się alfabet łaciński.